# とらいあんぐるハートシリーズ
『とらいあんぐるハート』（英: Triangle Heart's）シリーズは、ivoryが制作しJANISから発売された18禁恋愛アドベンチャーゲーム作品である。略称は『とらハ』『TH』。全作品のキャラクターデザインとシナリオを都築真紀が担当している。1998年から2002年にかけて本編3作品・ファンディスク2作品とこれらをまとめた『DVD EDITION』が発売された。また、関連作品も数多く制作されている。
- 本シリーズのスピンオフ作品であるテレビアニメ作品『魔法少女リリカルなのは』シリーズに関しては作品の項を参照のこと。ただし同シリーズの狭義の原作にあたる『とらいあんぐるハート3 リリカルおもちゃ箱』に収録されているミニシナリオ版に関してはとらいあんぐるハート3 リリカルおもちゃ箱#魔法少女リリカルなのはを参照のこと。

## 歴史
- 1998年12月18日 - 『とらいあんぐるハート』発売
- 1999年7月30日 - 『とらいあんぐるハート2 さざなみ女子寮』発売
- 2000年2月25日 - 『とらいあんぐるハート ラブラブおもちゃ箱』発売
- 2000年8月11日 - ドラマCD『とらいあんぐるハート'S サウンドステージ』発売
- 2000年8月28日 - OVA『とらいあんぐるハート さざなみ女子寮』第1巻発売（2002年4月発売の第5巻で完結）
- 2000年12月8日 - 『とらいあんぐるハート3 〜Sweet Songs Forever〜』発売
- 2001年6月29日 - 『とらいあんぐるハート3 リリカルおもちゃ箱』発売
- 2002年6月14日 - 『とらいあんぐるハート1・2・3 DVD EDITION』発売
- 2003年4月4日 - ラジオ番組『とらいあんぐるハート'S Radio Stage』放送開始（2003年9月26日まで）
- 2003年7月24日 - OVA『とらいあんぐるハート 〜Sweet Songs Forever〜』第1巻発売（2003年12月発売の第4巻で完結）
- 2004年10月1日 - スピンオフ作品 テレビアニメ『魔法少女リリカルなのは』放送開始
- 2007年5月21日 - 『とらいあんぐるハート3 〜Sweet Songs Forever〜』『とらいあんぐるハート3 リリカルおもちゃ箱』ダウンロード販売開始
- 2007年6月15日 - 『とらいあんぐるハート』『とらいあんぐるハート2 さざなみ女子寮』ダウンロード販売開始

## シリーズ全体の特徴
タイトルの『とらいあんぐるハート』は、当初の企画が男女の三角関係を描くものだったために付けられた。ゲーム自体は制作途中に内容が大きく変化したものの、タイトルだけがそのまま残った。
本シリーズ最大の特徴は、1人のヒロインに対し複数回の性的描写シーンが用意されている点である。作品発売当時、（陵辱系などの特殊なものを除いて）ストーリー重視の一般的な18禁恋愛アドベンチャーゲームでの性的描写シーンはゲーム中のクライマックスに1回だけという作品が多かった中、本シリーズではヒロインとの関係が深まっていく様子を描く手段として性的描写シーンを多用した。後にこの手法は一般化して他の18禁恋愛アドベンチャーゲーム作品でもよく見られるものとなった。
シリーズ全体を通して攻略ヒロイン以外のキャラにも存在感があり、「二人だけの関係」で終始しなかった事も人気の一因として挙げられる。『1』では男女の恋愛が中心だったが、『2』『3』では各々における擬似家族空間の描写も増えて、こちらの方の描写も、二人だけで完結するような狭い家族関係は描かれず、そこに住む人々が血縁や能力に関わらず暮らしている暖かな描写が評価された。
シリーズすべてが関東地方の架空の都市、海鳴市を舞台としている。時間軸としては『1』を基準とした場合、『2』が『1』の1年前、『3』が6年後（『2』の7年後）となる。さらに各作の幕間にアクセサリ集やドラマCD版が入り、10年後（『3』の4年後）を描く『3OVA版』が一応の帰結点となる。そのため、シリーズ間の登場キャラクター同士に何らかの相関関係があることも多く、シリーズをまたがって登場するキャラクターも多い。また、「国家認定の忍者」やテロ組織、霊や妖怪、退魔師、超能力者の存在とそれを取り巻く状況、吸血鬼や遺失工学など、攻略対象の女の子も何かしら非現実的な設定をしていることが多い。このように多くのユーザーが違和感なく受け入れられる現実的な空間世界の中で、非現実的なキャラクターを配することで独自の世界観を確立したところも人気を呼んだ背景の一つとなった。
また、空手や剣術といった武道を習得しているキャラクターが多く、この特徴は『魔法少女リリカルなのはシリーズ』にも受け継がれている。
とらハシリーズではプログラムのバグが多発していることでも知られている。その例としては、あるイベントから抜けられずにイベントの冒頭に戻ってしまう「無限ループ」や、や「生首」（『2』では、登場人物の立ち絵は「首から上」と「首から下の服の部分」が分かれており、ある時「首から上」だけが表示されてしまう）などが挙げられる。

## 地名
シリーズのうち2つ以上の作品にわたって登場するものに限り載せる。
海鳴市
シリーズの全ての作品を通して舞台となる都市。
私立風芽丘学園
シリーズの登場人物のほぼ全員が通学する、または母校としている学校。とらハ1ととらハ3の舞台。とらハ3以降は経営の破綻した海鳴中央学園（海中）を吸収している。運動部は男女や種目を問わず強豪揃い。土曜日にも授業が行われるが、代わりに秋休みがある。1及び2では女子の制服が28種類、男子の制服が学生服2種、ブレザー3種あったが、とらハ3時、女子はセーラーとブレザー、男子はブレザーのみに減っている
私立聖祥学園
初等部から高等部までを備えた名門の女子校。初等部に限り共学。とらハ2の知佳ととらハ3のなのはが通学。
海鳴大学
市内の国立大学。とらハ2の真雪が通っており、アニメ版リリカルなのはでは恭也と忍も進学しているという設定。
海鳴大学病院
市内で最も充実した設備を持つ病院。とある難病の関連設備も整っており、その方面では有名な医師が居る。とらハ2の知佳、とらハ3の恭也とフィアッセとレン、またアニメ版リリカルなのはでははやてが通院している。特にとらハ3では、通院者の多さからほぼ高町家掛かり付けとなっている。とらハ2の背景画像の看板には「風芽丘中央病院」と書かれているが、これはスタッフの照合ミス。
海鳴臨海公園
市内随一のデートスポットとして知られる。クリスマスの夜にはライトアップされる。
八束神社
丘の上の神社。とらハ3の那美が嘱託で管理代理&巫女として務めている。
喫茶『翠屋』
高町桃子が経営する喫茶店。同じく市内にあるサンサーラ、ベルトールと並び、スイーツが美味しいことで有名。
さざなみ寮
槙原愛が経営する女子寮で、とらハ2の主舞台。とらハ2の主要登場人物ほぼ全てと、とらハ3の那美が居住。
国守山
さざなみ寮や八束神社がある山。読みは「くにかみやま」。山一つまるまる槙原家の私有地で、普段は公道や公共施設以外の人の出入りはあまり無いが、遊歩道などの整備は行き届いている。また、自然保護区域の指定も受けている。
九台桜隅
桜が綺麗に咲く事で有名な別荘地で、周囲は自然保護区域。月村忍の知り合いの別荘（忍の台詞「あなたの可愛い姪っ子〜」より綺堂家（綺堂さくら）のものと思われる）がある。
月守台
全国的に有名な温泉街。北の山を越えた先にあり、市街地からは車で一時間ほどを要する。

## 関連作品

### 漫画
- とらいあんぐるハート2 to 3 Official side story "Sweet Songs Prelude"（角川書店刊「エース桃組」Vol.1掲載）
- とらいあんぐるハートOuterStory ソングスクールのとある午後（同・Vol.2掲載）
  - 都築真紀本人による漫画作品。内容はイギリスに留学したゆうひの物語で『とらハ2』と『とらハ3』の橋渡しとなる重要な作品。単独での単行本化はされていないが、｢とらいあんぐるハート3 ビジュアルファンブック｣に収録されている。